# زاوية جنزور
زاوية جنزور (أو زنزور) هي قرية ساحلية في شرق ليبيا. تقع شمال قرية بئر الأشهب، ويربطها طريق بها. تُعرف بأنها مسقط رأس المجاهد عمر المختار.